# Robert Grosse

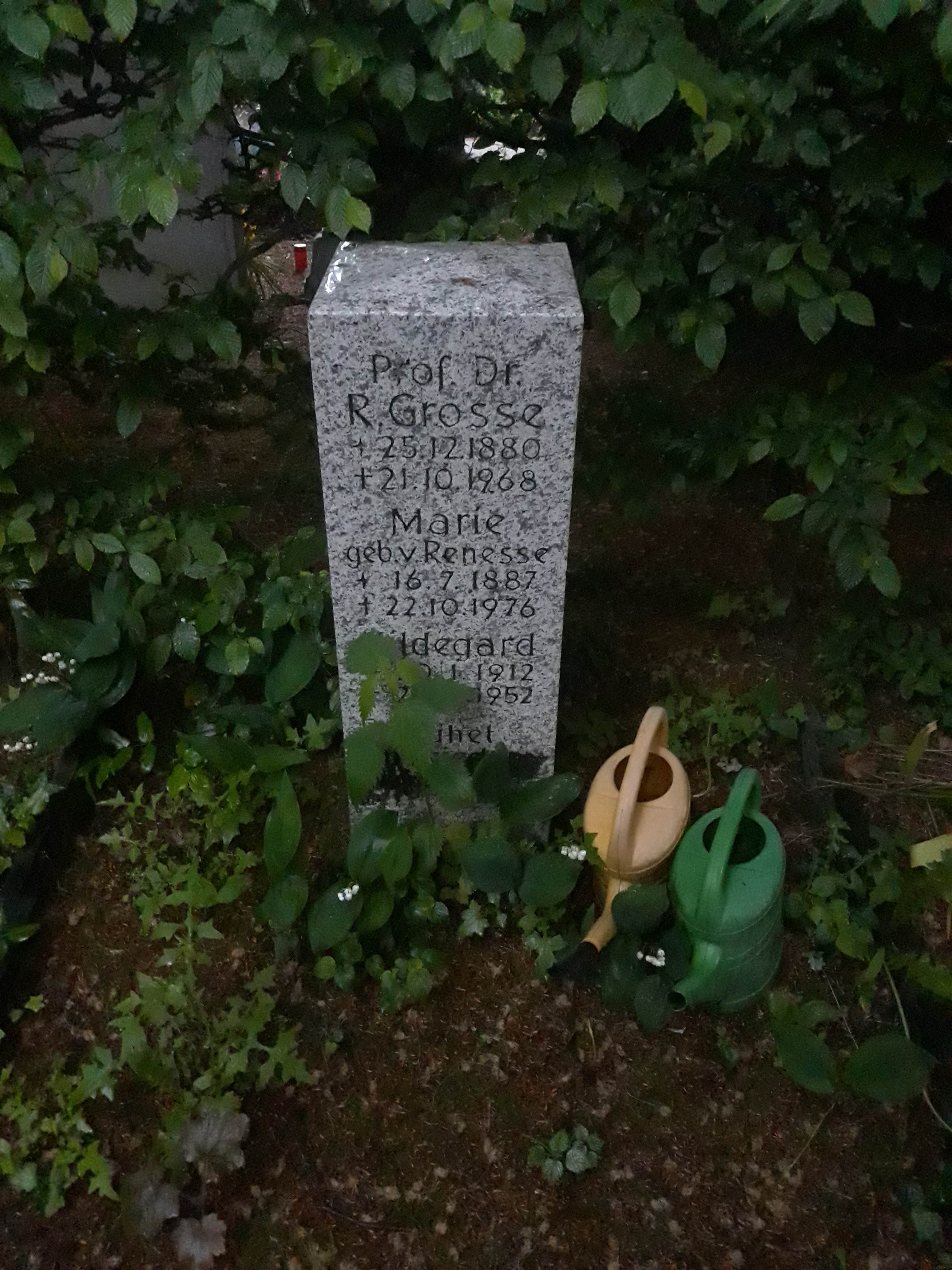
Das Grab von Robert Grosse und seiner Ehefrau Marie geborene von Renesse auf dem Friedhof Bernadottestraße in Hamburg

Robert Grosse (* 25. Dezember 1880 in Hohenlimburg; † 21. Oktober 1968 in Hamburg) war ein deutscher Althistoriker und Gymnasiallehrer.

## Leben
Robert Grosse, der Sohn des Stadtschuldirektors Karl Grosse († 1898), besuchte von 1890 bis 1895 die Stadtschule zu Hohenlimburg und von 1895 bis 1899 das Gymnasium zu Hagen in Westfalen. Im Sommersemester 1899 begann er sein Studium an der Universität Bonn. Er studierte zunächst Rechtswissenschaft, wechselte dann im Wintersemester 1899/1900 zur theologischen Fakultät und studierte schließlich neben Theologie auch Philosophie und Germanistik. Zum Sommersemester 1900 wechselte er an die Universität Marburg, wo er sich an den Germanisten Edward Schröder anschloss. Bei Schröder schrieb er auch seine Doktorarbeit über Stephan Ritters Grammatica Germanica Nova (Marburg 1616). Die Promotion fand am 3. März 1904 an der Universität Göttingen statt, an die Schröder 1902 gewechselt war. Am 25. November 1904 legte Grosse die Lehramtsprüfung in den Fächern Religion, Hebräisch und Deutsch ab.
Nach dem Seminarjahr an der Oberrealschule auf der Burg in Königsberg leistete Grosse den Militärdienst als Einjährig-Freiwilliger ab. Ab Oktober 1906 unterrichtete er an der Kadettenschule in Hamburg. Zum 1. Mai 1920 wechselte er als Oberlehrer an die Staatliche Bildungsanstalt zu Naumburg, zum 1. April 1924 als Studiendirektor an die Oberrealschule zu Suhl. Zum 1. April 1932 wurde zum Direktor des Christianeum in Altona berufen. Zum 1. November 1933 wurde er an die Oberrealschule für Jungen zu Altona a.d.Elbe versetzt, wo er bis zu seiner Pensionierung am 1. April 1943 wirkte.
Neben seiner Arbeit im Schuldienst war Grosse in der historischen Forschung aktiv. Sein Spezialgebiet war die Militärgeschichte des Altertums. Er verfasste zahlreiche Aufsätze und Lexikonartikel (für den Pauly-Wissowa und den Kleinen Pauly) sowie die Monografie Römische Militärgeschichte von Gallienus bis zum Beginn der byzantinischen Themenverfassung (Berlin 1920).

## Schriften (Auswahl)
- Stephan Ritters Grammatica Germanica nova (Marburg 1616). Göttingen 1904 (Dissertation)
- Die Rangordnung der römischen Armee des 4.–6. Jahrhunderts. In: Klio. Band 15 (1918), S. 122–161
- Römische Militärgeschichte von Gallienus bis zum Beginn der byzantinischen Themenverfassung. Berlin 1920
- Deutsche Altertumsforschung in Spanien. Bamberg 1929
- Fontes Hispaniae Antiquae. Vol. IX: Las fuentes de la época visigoda y bizantina. Barcelona 1947
- Fontes Hispaniae Antiquae. Vol. VIII: Las fuentes desde César hasta el siglo V d.de J.C. Barcelona 1959